# Contraintes primaires et secondaires
Ne doit pas être confondu avec Contraintes de première et deuxième classe.
En mécanique Hamiltonienne, une contrainte primaire est une relation entre les coordonnées et les impulsions qui tient sans qu'on ait besoin d'appliquer les équations du mouvement. 
Une contrainte secondaire est une contrainte qui n'est pas primaire, dans le sens où elle tient lorsque les équations de mouvement sont satisfaites, mais n'a pas besoin de tenir si elles ne sont pas satisfaites. Les contraintes secondaires apparaissent lorsqu'on impose que les contraintes primaires doivent être conservées dans le temps. (Quelques auteurs emploient une terminologie plus raffinée, où le contraintes non-primaires sont divisées en contraintes secondaires, tertiaires, quaternaires... : les contraintes secondaires proviennent directement de la condition que les contraintes primaires soient conservés dans le temps, les contraintes tertiaires proviennent de la condition que les contraintes secondaires soient également conservées dans le temps, et ainsi de suite.) Les contraintes primaires et secondaires ont été introduites par Anderson et Bergmann puis développés par Dirac,.
Il faut noter qu'il y a une potentielle confusion entre la terminologie des contraintes primaires et secondaires et celle des contraintes de première et seconde classe. Ces terminologies sont indépendantes : les contraintes de première et seconde classe peuvent être de type primaire ou secondaire, de sorte que cela donne au total quatre différentes classes de contraintes.